# Sitapur (Arghakhanchi)
Pour les articles homonymes, voir Sitapur.
Sitapur (en népalais : सीतापुर) est un comité de développement villageois du Népal situé dans le district d'Arghakhanchi. Au recensement de 2011, il comptait 3 836 habitants.